# Пинцано (Болцано)
Пинцано (итал. Pinzano) је насеље у Италији у округу Болцано, региону Трентино-Јужни Тирол.
Према процени из 2011. у насељу је живело 102 становника. Насеље се налази на надморској висини од 413 м.